# Toxeuma aciculare
Toxeuma aciculare är en stekelart som beskrevs av Heydon 1988. Toxeuma aciculare ingår i släktet Toxeuma och familjen puppglanssteklar. Inga underarter finns listade i Catalogue of Life.